# Unione Sovietica ai Giochi della XXII Olimpiade
L'Unione Sovietica partecipò ai Giochi della XXII Olimpiade, svoltisi a Mosca, Unione Sovietica, dal 19 luglio al 3 agosto 1980, con una delegazione di 489 atleti impegnati in ventitré discipline.

## Medaglie
| Medaglia | Nome | Sport           | Evento               |
| -------- | --- | --------------- | -------------------- |
| Oro      | Nikolaj Andrianov Vladimir Markelov Aleksandr Ditjatin Eduard Azaryan Bohdan Makuts Aleksandr Tkačёv | Ginnastica      | Concorso a squadre   |
| Oro      | Aleksandr Ditjatin | Ginnastica      | Concorso individuale |
| Oro      | Aleksandr Tkačёv | Ginnastica      | Parallele            |
| Oro      | Aleksandr Ditjatin | Ginnastica      | Anelli               |
| Oro      | Nikolaj Andrianov | Ginnastica      | Volteggio            |
| Oro      | Nelli Kim Elena Davidova Maria Filatova Yelena Naimušina Natal'ja Šapošnikova Stella Zakharova | Ginnastica      | Concorso a squadre   |
| Oro      | Elena Davidova | Ginnastica      | Concorso individuale |
| Oro      | Nelli Kim | Ginnastica      | Corpo libero         |
| Oro      | Natal'ja Šapošnikova | Ginnastica      | Volteggio            |
| Oro      | Unione Sovietica | Pallacanestro   | Torneo femminile     |
| Oro      | Unione Sovietica | Pallanuoto      | Torneo maschile      |
| Argento  | Nikolaj Andrianov | Ginnastica      | Corpo libero         |
| Argento  | Nikolaj Andrianov | Ginnastica      | Concorso individuale |
| Argento  | Aleksandr Ditjatin | Ginnastica      | Sbarra               |
| Argento  | Aleksandr Ditjatin | Ginnastica      | Parallele            |
| Argento  | Aleksandr Ditjatin | Ginnastica      | Cavallo con maniglie |
| Argento  | Aleksandr Tkačёv | Ginnastica      | Anelli               |
| Argento  | Aleksandr Ditjatin | Ginnastica      | Volteggio            |
| Argento  | Elena Davidova | Ginnastica      | Trave                |
| Bronzo   | Aleksandr Ditjatin | Ginnastica      | Corpo libero         |
| Bronzo   | Nikolaj Andrianov | Ginnastica      | Sbarra               |
| Bronzo   | Natal'ja Šapošnikova | Ginnastica      | Corpo libero         |
| Bronzo   | Natal'ja Šapošnikova | Ginnastica      | Trave                |
| Bronzo   | Unione Sovietica | Pallacanestro   | Torneo maschile      |
| Bronzo   | Sos Hayrapetyan Minneula Azizov Valeri Belyakov Viktor Deputatov Aleksandr Goncharov Aleksandr Gusev Sergei Klevtsov Viacheslav Lampeev Aleksandr Miasnikov Mikhail Nichepurenko Leonid Pavlovski Sergei Pleshakov Vladimir Pleshakov Aleksandr Sychyov Oleg Zagorodnev Farit Zigangirov | Hockey su prato | Torneo maschile      |
| Bronzo   | Liailia Akhmerova Natalia Buzunova Natalia Bykova Tatiana Embakhtova Nadezhda Filippova Liudmila Frolova Lidia Glubokova Nelli Gorbatkova Elena Guryeva Galina Inzhuvatova Alina Kham Natella Krasnikova Nadezhda Ovechkina Tatiana Shvyganova Galina Viuzhanina Valentina Zazdravnykh   | Hockey su prato | Torneo femminile     |